# Торстен Ліндберг
Торстен Густав Адольф Ліндберг (швед. Torsten Gustav Adolf Lindberg; нар. 14 квітня 1917, Несше, Швеція — пом. 31 серпня 2009, Мальме, Швеція) — шведський футболіст та тренер, виступав на позиції воротаря.

## Життєпис
Народився в сім'ї адміністратора магазину в місті Несше, розташованого неподалік між трасами «Ріксеттан» і E4. Футболом займався з дитинства на гравійному поле неподалік від магазину. У 17-річному віці був прийнятий в команду «Гускварна», яка грала у Другому шведському дивізіоні, в зоні «Схід». У 1937 році його клуб вилетів з Другого дивізіону, і Ліндберг перейшов у команду «Торд». Відігравши потім декілька матчів у клубі «Ергрюте», Ліндберг став воротарем «Норрчепінга». Там він шість разів став чемпіоном Швеції, а також провів 19 матчів за національну команду. Вершиною його кар'єри стали перемоги на Олімпіаді в Лондоні 1948 роки (Швеція в фіналі перемогла Югославію з рахунком 3:1) і бронзові медалі чемпіонату світу 1950 року (в фінальному раунді Швеція програла майбутньому чемпіонові з Уругваю 2:3, була розгромлена бразильцями 1:7, а в матчі за третє місце перемогла іспанців 3:1). 21 жовтня 1951 року зіграв прощальний матч у національній збірній в поєдинку проти Данії. У 1952 році взяв участь у виставковому матчі з нагоди 50-річчя мадридського «Реалу»
Завершивши ігрову кар'єру, став тренером «Норрчепінгу», яким керував з 1953 по 1954 роки. Пізніше на домашньому чемпіонаті світу 1958 року він допомагав Джорджу Рейнору, головному тренеру збірної. Шведи тоді стали срібними призерами, поступившись лише Бразилії на чолі з Пеле (це найвище досягнення Швеції за всю футбольну історію). У 1960-і роки керував «Юргорденом», з яким виграв два чемпіонати Швеції (1964 і 1966), а також командою АІК.
Відомо також, що Торстен був відмінним гравцем в настільний теніс й перебував у клубі «Румлаборгс», утвореному в 1931 році. На сайті клубу його називають «першим великим гравцем». Разом з братами Гуннаром і Торстеном він працював у тенісному клубі.

## Досягнення

### Як гравця
- Аллсвенскан
  -  Чемпіон (6): 1942-43, 1944-45, 1945-46, 1946-47, 1947-48, 1951-52

- Кубок Швеції
  -  Володар (2): 1943, 1945

- Олімпійські ігри
  -  Чемпіон (1): 1948

- Чемпіонат світу
  -  Бронзовий призер (1): 1950

### Як тренера
- Аллсвенскан
  -  Чемпіон (2): 1964, 1966

- Чемпіонат світу
  -  Срібний призер (1): 1958